# Club Atlético Quilmes (Mar del Plata)
O Club Atlético Quilmes é uma instituição esportiva da cidade de Mar del Plata, da província de Buenos Aires, Argentina, foi fundado em 1922, sendo sua principal atividade destacada atualmente o basquete, onde joga na Liga Nacional de Basquet. Se destaca pela fidelidade e fanatismo de seus torcedor que acompanha toda vez que a equipe se apresenta, algo pouco comum neste esporte.
Além do basquetebol tem uma relação histórica com o futebol local, conta com representantes da América Latina tanto Atletismo como na Ginástica Artística.

## Rivalidade com Penharol
Quilmes tem uma forte rivalidade esportiva com o Club Atlético Peñarol , outra equipe marplatense equipe que joga na Liga Nacional de Basquete. Da temporada 1991/92, de tanto as equipes jogarem, atualmente, entre 4.000 e 6.500 pessoas frequentam regularmente Ilhas Falkland Sports para testemunhar o "clássico" de basquete argentino. A rivalidade em si, no entanto,  tem certos fatos relacionados dados anteriores à chegada de Quilmes à primeira divisão. Até 2012, Peñarol leva vantagem em vitórias, com 67 vitórias em 100 jogos oficiais. 